# Yeovil
Yeovil é uma cidade do distrito de South Somerset, no Condado de Somerset, na Inglaterra. Sua população é de 47.352 habitantes (2015). Yeovil foi registrada no Domesday Book de 1086 como Givele/Givela/Ivle/Ivla.